# Väsaren
Väsaren är en sjö i Sandvikens kommun i Gästrikland och ingår i Gavleåns huvudavrinningsområde. Sjön är 1,8 meter djup, har en yta på 0,706 kvadratkilometer och befinner sig 69 meter över havet.

## Delavrinningsområde
Väsaren ingår i det delavrinningsområde (671139-154644) som SMHI kallar för Mynnar i Ottnaren. Medelhöjden är 74 meter över havet och ytan är 15,42 kvadratkilometer. Det finns inga avrinningsområden uppströms utan avrinningsområdet är högsta punkten. Vattendraget som avvattnar avrinningsområdet har biflödesordning 3, vilket innebär att vattnet flödar genom totalt 3 vattendrag innan det når havet efter 57 kilometer. Avrinningsområdet består mestadels av skog (75 procent). Avrinningsområdet har 0,71 kvadratkilometer vattenytor vilket ger det en sjöprocent på 4,6 procent.